# Xã Crystal, Quận Phillips, Kansas
Xã Crystal (tiếng Anh: Crystal Township) là một xã thuộc quận Phillips, tiểu bang Kansas, Hoa Kỳ. Năm 2010, dân số của xã này là 50 người.